# Ridang-Kloster
| Chinesische Bezeichnung |
| ----------------------- |
| Vereinfacht: 日当寺     |
| Pinyin:Rìdāng sì        |

Das Ridang-Kloster im Kreis Lhünzê (Lhüntse) von Shannan (Lhoka) war früher ein Kloster der Kadam-Schule und wurde später im 15. Jahrhundert ein Gelugpa-Kloster aus der Zeit der Tang-Dynastie in dem Ort Ridang (chin. 日当镇). Es liegt ca. einen halben Kilometer südlich des Lhüntse-Flusses bzw. Nyel Chu (tib. gnyal chu) auf einer Höhe von 4000 m. Früher befand sich an der Stätte ein Bön-Kloster, ein buddhistisches Kloster wurde im 11. Jahrhundert von (chin.) Kanzhe Riwu Jianzan 坎哲•日吾坚赞 gegründet.
Das Kloster steht auf der Liste der Denkmäler des Autonomen Gebiets Tibet.